# Elecciones federales de México de 1976 en Baja California
Las Elecciones federales en Baja California de 1976 se llevaron a cabo el domingo 4 de julio de 1976, y en ellas fueron renovados los titulares de los siguientes cargos de elección popular del estado mexicano de Baja California:
- Senado: 1 electo por mayoría relativa para un periodo de 6 años, no reelegibles.
- Diputados Federales de Baja California: 3 Electos por mayoría relativa elegidos en cada uno de los Distritos electorales, mientras otros son elegidos mediante representación proporcional.

## Organización
Las elecciones fueron realizadas por la Comisión Federal Electoral, perteneciente a la Secretaría de Gobernación. En el proceso participaron 4 partidos políticos: el Partido Revolucionario Institucional, Partido Acción Nacional, el Partido Popular Socialista y el Partido Auténtico de la Revolución Mexicana.
El miércoles 28 de abril de 1976 fueron publicadas las candidaturas a la elección federal en el Periódico Oficial de la Federación.

## Candidatos

### Senado
| Senado de México          | Senado de México       | Senado de México          | Senado de México                            | Resultados | Resultados |
| Candidato                 | Candidato              | Candidato                 | Partido                                     | Votos      | Porcentaje |
| ------------------------- | ---------------------- | ------------------------- | ------------------------------------------- | ---------- | ---------- |
| Agustín Limón Rodríguez   |                        | Agustín Limón Rodríguez   | Partido Acción Nacional                     | —          | —          |
| Celestino Salcedo Monteón |                        | Celestino Salcedo Monteón | Partido Revolucionario Institucional        | —          | —          |
| Pánfilo Orozco Álvarez    |                        | Pánfilo Orozco Álvarez    | Partido Popular Socialista                  | —          | —          |
| Salvador Ocampo Sahagún   |                        | Salvador Ocampo Sahagún   | Partido Auténtico de la Revolución Mexicana | —          | —          |
| Total de votos válidos    | Total de votos válidos | Total de votos válidos    | Total de votos válidos                      |            | —          |

### Diputaciones

#### Distrito 1 (Mexicali)
| Cámara de Diputados           | Cámara de Diputados    | Cámara de Diputados           | Cámara de Diputados                         | Resultados | Resultados |
| Candidato                     | Candidato              | Candidato                     | Partido                                     | Votos      | Porcentaje |
| ----------------------------- | ---------------------- | ----------------------------- | ------------------------------------------- | ---------- | ---------- |
| Manuel Gutiérrez Aguilar      |                        | Manuel Gutiérrez Aguilar      | Partido Acción Nacional                     | —          | —          |
| Ricardo Eguía Valderrama      |                        | Ricardo Eguía Valderrama      | Partido Revolucionario Institucional        | —          | —          |
| Sergio Quiroz Miranda         |                        | Sergio Quiroz Miranda         | Partido Popular Socialista                  | —          | —          |
| Octavio Conde Quiroga Barrios |                        | Octavio Conde Quiroga Barrios | Partido Auténtico de la Revolución Mexicana | —          | —          |
| Total de votos válidos        | Total de votos válidos | Total de votos válidos        | Total de votos válidos                      |            | —          |

#### Distrito 2 (Tijuana)
| Cámara de Diputados        | Cámara de Diputados    | Cámara de Diputados        | Cámara de Diputados                         | Resultados | Resultados |
| Candidato                  | Candidato              | Candidato                  | Partido                                     | Votos      | Porcentaje |
| -------------------------- | ---------------------- | -------------------------- | ------------------------------------------- | ---------- | ---------- |
| Rosalba Magallón Camacho   |                        | Rosalba Magallón Camacho   | Partido Acción Nacional                     | —          | —          |
| Alfonso Ballesteros Pelayo |                        | Alfonso Ballesteros Pelayo | Partido Revolucionario Institucional        | —          | —          |
| Raúl Barba Arciniéga       |                        | Raúl Barba Arciniéga       | Partido Popular Socialista                  | —          | —          |
| Pedro Espejo García        |                        | Pedro Espejo García        | Partido Auténtico de la Revolución Mexicana | —          | —          |
| Total de votos válidos     | Total de votos válidos | Total de votos válidos     | Total de votos válidos                      |            | —          |

#### Distrito 3 (Ensenada)
| Cámara de Diputados       | Cámara de Diputados    | Cámara de Diputados       | Cámara de Diputados                         | Resultados | Resultados |
| Candidato                 | Candidato              | Candidato                 | Partido                                     | Votos      | Porcentaje |
| ------------------------- | ---------------------- | ------------------------- | ------------------------------------------- | ---------- | ---------- |
| Norberto Samaniego Moreno |                        | Norberto Samaniego Moreno | Partido Acción Nacional                     | —          | —          |
| Alfonso Garzón Santibañez |                        | Alfonso Garzón Santibañez | Partido Revolucionario Institucional        | —          | —          |
| Joel Rincón Real          |                        | Joel Rincón Real          | Partido Popular Socialista                  | —          | —          |
| Rafael Estrada Enríquez   |                        | Rafael Estrada Enríquez   | Partido Auténtico de la Revolución Mexicana | —          | —          |
| Total de votos válidos    | Total de votos válidos | Total de votos válidos    | Total de votos válidos                      |            | —          |

## Resultados electorales
Cámara de Diputados
| Candidato                  | Partido | Distrito | Tipo de elección |
| -------------------------- | ------- | -------- | ---------------- |
| Ricardo Eguía Valderrama   |         | 1        | Mayoría relativa |
| Alfonso Ballesteros Pelayo |         | 2        | Mayoría relativa |
| Alfonso Garzón Santibañez  |         | 3        | Mayoría relativa |

Senado
| Candidato                 | Partido |
| ------------------------- | ------- |
| Celestino Salcedo Monteón |         |